# Floresta de Dean

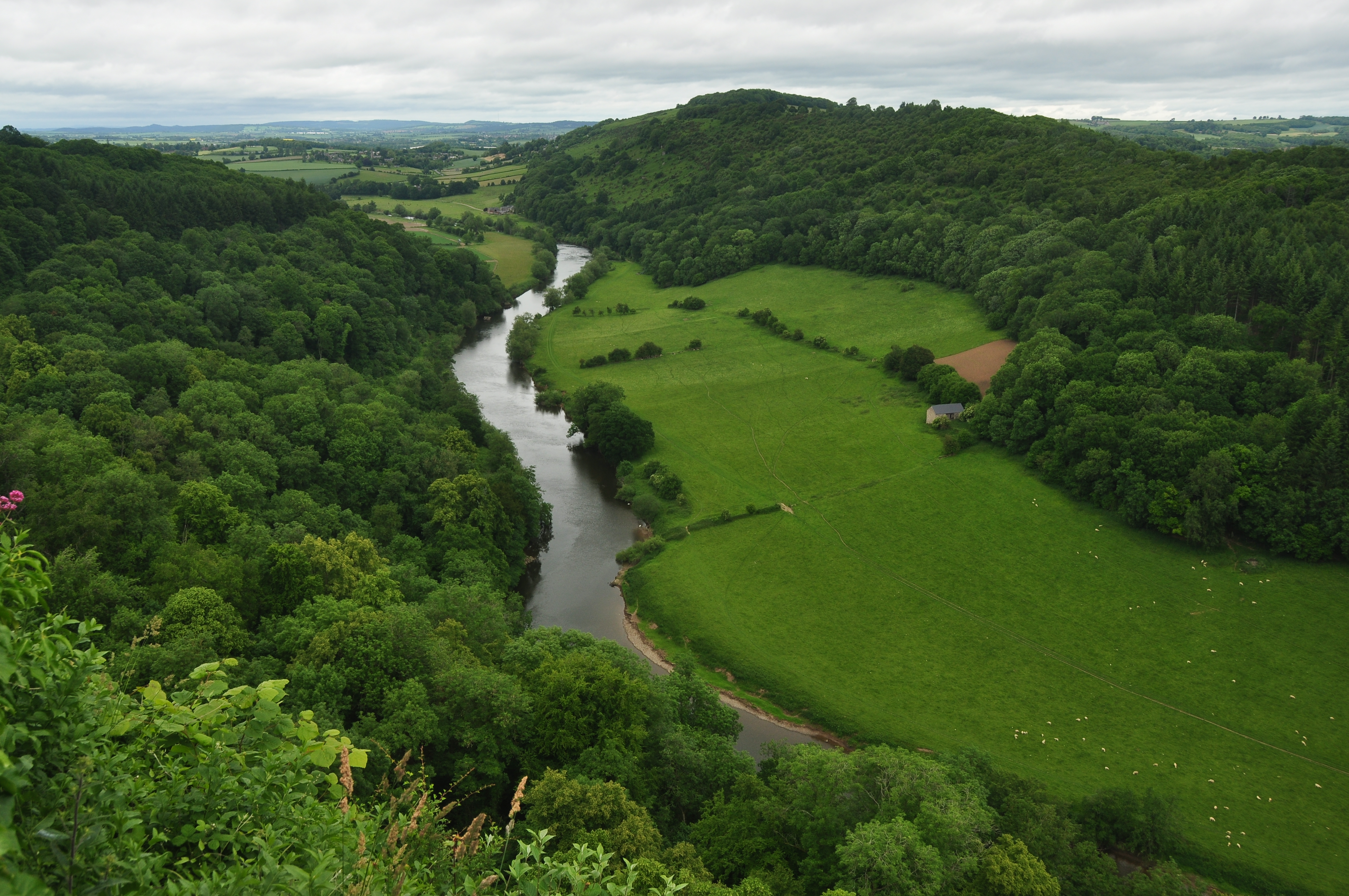
Vista do rio Wye da Symonds Yat Rock, um ponto turístico da floresta.

Floresta de Dean é uma região geográfica, histórica e cultural no condado de Gloucestershire, 
na Inglaterra. É uma área circundada pelos rios Wye e Severn, e pela Cidade de Gloucestershire ao leste. 
Tem mais de 110 km² de floresta, uma das mais antigas da Inglaterra, e que avança para o País de Gales. 
Dá nome ao distrito Floresta de Dean.
Coleford é a principal cidade e centro administrativo. Cinderford e Lydney também são grandes centros. A Floresta de Dean
foi votada numa enquete da revista Seleções como o terceiro melhor lugar na Inglaterra para criar uma família.
A floresta é composta tanto por árvores caducas quanto perenes. Predominam os carvalhos, principalmente o roble e o branco. A floresta também é conhecida pelos seus pássaros, como o papa-moscas-preto, a felosa assobiadeira e o bico-grossudo.
A autora britânica J.K.Rowling morou na região da floresta, e influenciada por isso, a Floresta de Dean tem um papel significativo como refúgio para os protagonistas no último livro da série Harry Potter. Consequentemente, algumas cenas do filme Harry Potter and the Deathly Hallows – Part 1 foram filmadas na floresta.